# Virus (película de 2013)
Virus (en hangul, 감기; romanización revisada del coreano: Gamgi) es una película surcoreana de 2013 escrita y dirigida por Kim Sung-su, sobre un brote de una cepa mortal de H5N1 que mata a sus víctimas en 36 horas, sembrando el caos en el distrito de Bundang-gu en Corea del Sur. Fue protagonizada por Jang Hyuk y Soo Ae.
La cinta tuvo una gran popularidad a inicios de la pandemia de COVID-19, al ser estrenada en la plataforma Netflix.

## Trama
Los hermanos Ju Byung-woo y Ju Byung-ki son contrabandistas en Seúl que descubren que inmigrantes ilegales han muerto en un contenedor de transporte por una enfermedad desconocida. Toman al único sobreviviente Monssai y un video de los cuerpos en el teléfono celular para mostrar a su jefe en Budang,Monssai se escapa e infecta a la niña y se escapa de él pero Byung-woo se enferma y Monssai escapa. Los hermanos van a una clínica donde el contagio se transmite a otros que lo extienden por toda la ciudad.
En el Centro de Contagio en Budang, la Dra. Kim In-hae es reprendida por perder datos importantes cuando su automóvil se cayó por el pozo de una mina el día anterior. Los miembros del Equipo de Respuesta a Emergencias (ERT) Kang Ji-goo y Bae Kyung-ub recuperan su bolso del pozo. Ji-goo contesta su teléfono y le entrega la bolsa a la hija de In-hae, Mi-reu.
La condición de Byung-woo empeora y comienza a vomitar sangre ennegrecida. Su hermano lo lleva a una sala de emergencias, donde está aislado con una gripe desconocida. Llamado para ayudar, In-hae encuentra el video del teléfono celular y teoriza que las condiciones en el contenedor de envío permitieron que el virus mutara . Byung-ki se niega a responder preguntas sobre el contenedor. Byung-woo muere, y Byung-ki expone a varios miembros del personal del hospital mientras lucha por llegar a su hermano.
Al día siguiente, muchas más personas muestran síntomas pronunciados. Con la ayuda de los Centros para el Control y Prevención de Enfermedades de Corea (KCDC), el personal del hospital localiza e incinera el contenedor de envío. Sin embargo, las ratas que se habían estado alimentando de los cadáveres escapan a la ciudad. El personal determina que el virus agresivo es una cepa H5N1 mutada que puede matar en 36 horas, y llama a poner en cuarentena a la ciudad.
Monssai salva a Mi-reu de ser atropellada por un automóvil. Luego la evita, consciente de que está propagando la enfermedad. Mi-reu llama a Ji-goo para ayudar a buscar al enfermo, pero no tienen éxito. Los rumores sobre el brote se extendieron y las personas comienzan a entrar en pánico. Ji-goo salva a una mujer que se cae de una escalera mecánica y pierde de vista a Mi-reu.
Mientras menosprecian la necesidad de una cuarentena, los administradores y los políticos se enfrentan a una situación catastrófica cuando las personas colapsan en la calle, incluidos los conductores que causan una serie de choques violentos. Los hospitales y los sistemas de comunicación se ven desbordados y se inicia la cuarentena. Los políticos y el personal de investigación evacuan a Seúl e informan al Primer Ministro, quien hace un anuncio público que empeora el pánico en Budang.
In-hae permanece en Budang y se une a Ji-goo para buscar a Mi-reu. La encuentran en un supermercado que está siendo saqueado, con personas que muestran síntomas mientras la policía antidisturbios intenta contenerlos. Los tres logran salir antes de que caigan las persianas de acero. In-hae les hace pasar a Seúl, pero Ji-goo se niega a abandonar sus deberes y trabaja con Kyung-ub para liberar a los atrapados en la tienda. In-hae y Mi-reu llegan al último helicóptero para Seúl, pero Mi-reu muestra síntomas y se les niega el paso.
Por la noche, la cuarentena de Budang se ve reforzada por el Ejército de la República de Corea, las fuerzas de reserva, las Fuerzas de los Estados Unidos Corea y el KCDC. La población es trasladada a un campamento fuera de un estadio deportivo . Aquellos que muestran síntomas se aíslan aún más en una zona de cuarentena infectada (IQZ) debajo del estadio para recibir tratamiento médico, aunque In-hae sabe que no tienen cura. Ella desliza a Mi-reu a través de los exámenes para ocultar su enfermedad y mantiene la máscara de Mi-reu para que no infecte a otros. En el segundo día, Monssai se encuentra en la zona de aislamiento. La propuesta de In-hae de inyectar directamente sus anticuerpos en un paciente se anula, pero ella secretamente comienza una transfusión a Mi-reu, cuya condición ha empeorado. Más tarde, la condición de Mi-reu queda expuesta y ella es enviada al IQZ.
Hay inquietud en el campamento debido a un apagón de comunicaciones, condiciones de vida difíciles, confrontaciones con guardias que usan máscaras de gas, disparos esporádicos destinados a evitar que las aves propaguen la enfermedad y los rumores de que las personas infectadas están siendo asesinadas. La presión de Leo Snyder de la Organización Mundial de la Salud y los políticos obligan al presidente a romper una promesa de liberar a los no infectados después de 48 horas, y se desatan disturbios. Cuando un soldado infectado recibe un disparo mortal de un oficial, una multitud se enfurece y asalta el IQZ. Ven a Ji-roo rescatando a Mi-reu de una pila de cuerpos que se están quemando, y creen que los infectados se están quemando vivos.
In-hae y el personal médico huyen de la mafia, pero Byung-ki mata a Monssai en un ataque suicida para vengar la muerte de su hermano. Mi-reu comienza a recuperarse, y Ji-roo la lleva hacia la carretera para encontrarse con In-hae. Sin embargo, Gook-hwan, un hombre infectado que ha estado incitando a los disturbios, conduce a la mafia armada hacia la carretera. Al enterarse de que Mi-reu tiene anticuerpos, Gook-hwan dispara a Ji-roo, lo que resulta en un tiroteo mortal entre la mafia y los soldados.
Ji-goo esconde a Mi-reu, quien se recupera por completo. Gook-hwan intenta hacerse una transfusión de su sangre, pero es descubierto y asesinado en una lucha con Kyung-ub. Mi-reu huye y es empujado al frente de la mafia, que se enfrenta a los soldados en la carretera. In-hae recibe un disparo mientras intenta evitar que Mi-reu cruce la línea de contención. Mi-reu protege a su madre y les ruega que se detengan, luego la mafia protege a Mi-reu. El presidente ordena a los soldados que se retiren y obliga a Snyder a cancelar un ataque aéreo. Mi-reu es enviada a Seúl para crear una vacuna mientras se envían equipos médicos a Budang.

## Reparto
- Jang Hyuk es Kang Ji-goo.[7][8][9]
- Soo Ae es Kim In-hae.[10][11][12][13]
- Park Min-ha es Kim Mi-reu[14]
- Yoo Hae-jin es Bae Kyung-ub.
- Ma Dong-seok es Jeon Gook-hwan.
- Lee Hee-joon es Ju Byung-ki.
- Kim Ki-hyeon es el Primer ministro.
- Cha In-pyo es el Presidente.
- Lee Sang-yeob es Ju Byung-woo.
- Park Hyo-joo es Jung.
- Park Jung-min es Chul-gyo.
- Choi Byung-mo es Choi Dong-chi.
- So Hee-jung es una maestra.

## Recepción
La película ha recibido reseñas mixtas de parte de la crítica especializada. En el sitio de internet Rotten Tomatoes cuenta con un porcentaje de aprobación del 42% de la crítica y del 61% de la audiencia, con un rating promedio de 5.6 sobre 10.